# Michael Opielka

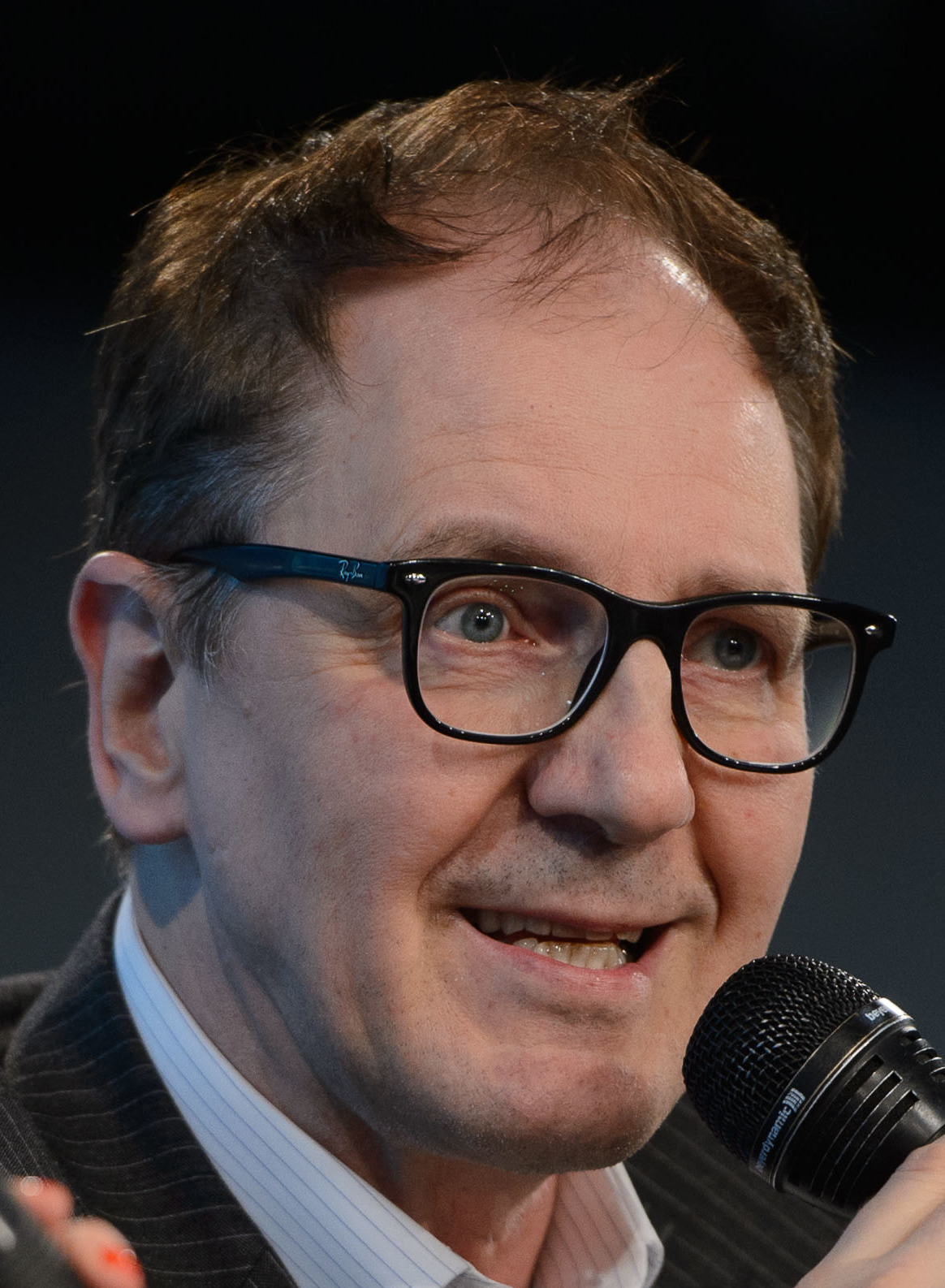
Michael Opielka, 2015

Michael Opielka (* 1956) ist ein deutscher Sozialwissenschaftler und Hochschullehrer mit den wissenschaftlichen Schwerpunkten Soziologie,
Sozialökologie und Sozialpolitik. Opielka lehrt als Professor für Sozialpolitik an der Ernst-Abbe-Hochschule Jena und als Privatdozent für Soziologie an der Universität Hamburg. Er leitet das Institut für Sozialökologie in Siegburg.

## Leben
Im Jahr 1983 erwarb Opielka das Diplom in Erziehungswissenschaften an der Universität Tübingen.
In den 1980er Jahren war Opielka ein sozialpolitischer Vordenker der Grünen, unter anderem von 1983 bis 1987 in der Funktion eines wissenschaftlichen Referenten der Bundestagsfraktion.
1996 promovierte er an der Humboldt-Universität zu Berlin in Soziologie und habilitierte sich im Jahr 2007 ebenfalls im Fach Soziologie an der Universität Hamburg.
Von 1997 bis 2000 war er Rektor der Alanus Hochschule für Kunst und Gesellschaft, von 1995 bis 1996 Abteilungsleiter am Staatsinstitut für Familienforschung an der Universität Bamberg. Als Visiting Scholar forschte er 1990/91 am Department of Sociology und 2004/05 an der School of Social Welfare der University of California in Berkeley.
Seit dem Jahr 2000 ist er Professor für Sozialpolitik an der Ernst-Abbe-Hochschule Jena. Er war Lehrbeauftragter für Soziologie an der Universität Bonn.
Von August 2012 bis Juni 2016 war er wissenschaftlicher Direktor und Geschäftsführer des Institut für Zukunftsstudien und Technologiebewertung (IZT) in Berlin.
Seine Forschungsschwerpunkte sind Sozialpolitik, Religions- und Wissenssoziologie, Familienforschung, Soziologische Theorie und Kulturtheorie. Mit zahlreichen Büchern und Aufsätzen trägt er zur Sozialreformdiskussion bei. Er vertritt die Forderung nach einem garantierten Grundeinkommen. Er ist Mitglied im wissenschaftlichen Beirat des Netzwerks Grundeinkommen, Basic Income Earth Network – Deutschland (BIEN).
Opielka wohnt in Siegburg.

## Wissenschaftliche Schriften (Auswahl)
- Soziales Klima. Der Konflikt um die Nachhaltigkeit des Sozialen. Beltz Juventa, Weinheim / Basel 2023, ISBN 978-3-7799-7505-2 (Open Access PDF).
- Soziale Nachhaltigkeit. Auf dem Weg zur Internalisierungsgesellschaft. Oekom Verlag, München 2017.[4]
- Soziale Nachhaltigkeit als Wertproblem. In: Wolfgang George (Hrsg.): Laudato Si’. Wissenschaftler antworten auf die Enzyklika von Papst Franziskus. Psychosozial-Verlag, Gießen 2017, ISBN 978-3-8379-2642-2, S. 175–188.
- Werte im Wohlfahrtsstaat. VS – Verlag für Sozialwissenschaften, Wiesbaden 2017, ISBN 978-3-531-15402-2.
- mit Matthias Müller, Tim Bendixen und Jesco Kreft: Grundeinkommen und Werteorientierungen. Eine empirische Analyse. VS – Verlag für Sozialwissenschaften, Wiesbaden 2009, ISBN 978-3-531-16795-4 (2., korrigierte Auflage. ebenda 2010, ISBN 978-3-531-17341-2).
- mit Wolfgang Strengmann-Kuhn: Das Solidarische Bürgergeld. Finanz- und sozialpolitische Analyse eines Reformkonzepts. In: Michael Borchard (Hrsg.): Das Solidarische Bürgergeld. Analysen einer Reformidee. Lucius & Lucius, Stuttgart 2007, ISBN 978-3-8282-0393-8, S. 13–141.
- Kultur versus Religion? Soziologische Analysen zu modernen Wertkonflikten. Transcript, Bielefeld 2007, ISBN 978-3-89942-393-8.
- als Herausgeber: Bildungsreform als Sozialreform. Zum Zusammenhang von Bildungs- und Sozialpolitik. VS – Verlag für Sozialwissenschaften, Wiesbaden 2005, ISBN 3-531-14853-2.
- Gemeinschaft in Gesellschaft. Soziologie nach Hegel und Parsons. VS – Verlag für Sozialwissenschaften, Wiesbaden 2004, ISBN 3-531-14225-9 (2., überarbeitete Auflage. ebenda 2006, ISBN 978-3-531-34225-2).
- als Herausgeber: Grundrente in Deutschland. Sozialpolitische Analysen (= Perspektiven der Sozialpolitik. 6). VS – Verlag für Sozialwissenschaften, Wiesbaden 2004, ISBN 3-8100-4049-5.
- Sozialpolitik. Grundlagen und vergleichende Perspektiven (= rororo. 55662). Rowohlt-Taschenbuch-Verlag, Reinbek bei Hamburg 2004, ISBN 3-499-55662-6 (2., überarbeitete Auflage. ebenda 2008, ISBN 978-3-499-55662-3).
- mit Joachim Braun: Selbsthilfeförderung durch Selbsthilfekontaktstellen. Abschlussbericht der Begleitforschung zum Modellprogramm „Informations- und Unterstützungsstellen für Selbsthilfegruppen“ (= Bundesministerium für Familie und Senioren. Schriftenreihe. 14). Kohlhammer, Stuttgart u. a. 1992, ISBN 3-17-012413-7.

## Literarische Veröffentlichungen
- Dolce Vita. Römische Elegie. Books on Demand, o. O. 2022, ISBN 978-3-756-27147-4.